# Lista nagród i nominacji Mandrage
Artykuł przedstawia listę nagród oraz nominacji zdobytych przez czeski zespół muzyczny Mandrage.

## Lista nagród i nominacji

### MTV Europe Music Awards
| Rok  | Kategoria                             | Rezultat  | Źródło |
| ---- | ------------------------------------- | --------- | ------ |
| 2012 | Najlepszy czeski i słowacki wykonawca | Nominacja | [ 1 ]  |

### Hudební ceny Óčka
| Rok  | Kategoria                            | Rezultat  | Źródło |
| ---- | ------------------------------------ | --------- | ------ |
| 2007 | Objev roku                           | Nominacja | [ 2 ]  |
| 2009 | Rock                                 | Nagroda   | [ 3 ]  |
| 2010 | Skupina roku                         | Nagroda   | [ 4 ]  |
| 2011 | Rock                                 | Nagroda   | [ 5 ]  |
| 2011 | Skupina roku                         | Nominacja | [ 5 ]  |
| 2011 | Videoklip roku („Františkovy Lázně”) | Nominacja | [ 5 ]  |
| 2013 | Skupina roku                         | Nominacja | [ 6 ]  |
| 2014 | Skupina roku                         | Nagroda   | [ 7 ]  |

### Anděl
| Rok  | Kategoria                          | Rezultat  | Źródło |
| ---- | ---------------------------------- | --------- | ------ |
| 2007 | Objev roku                         | Nominacja | [ 8 ]  |
| 2010 | Skladba roku („Hledá se žena”)     | Nominacja | [ 9 ]  |
| 2011 | Skladba roku („Hledá se žena”)     | Nominacja | [ 10 ] |
| 2012 | Skladba roku („Šrouby a matice”)   | Nominacja | [ 11 ] |
| 2012 | Skupina roku (Moje krevní skupina) | Nominacja | [ 11 ] |
| 2014 | Skladba roku („Siluety”)           | Nominacja | [ 12 ] |
| 2014 | Skupina roku (Siluety)             | Nominacja | [ 12 ] |
| 2019 | Skladba („Motýli”)                 | Nominacja | [ 13 ] |
| 2019 | Skupina roku (Po půlnoci)          | Nominacja | [ 13 ] |

### Musiq1 Awards
| Rok  | Kategoria    | Rezultat | Źródło |
| ---- | ------------ | -------- | ------ |
| 2010 | Nováčik roka | Nagroda  | [ 14 ] |

### Žebřík
| Rok  | Kategoria                | Rezultat  | Źródło |
| ---- | ------------------------ | --------- | ------ |
| 2012 | Skupina roku             | Nominacja | [ 15 ] |
| 2014 | Skladba roku („Siluety”) | Nominacja | [ 16 ] |
| 2014 | Skupina roku             | Nagroda   | [ 16 ] |
| 2016 | Skupina                  | Nominacja | [ 17 ] |
| 2019 | Skladba („Motýli”)       | Nominacja | [ 18 ] |

### Hudební ceny Evropy 2
| Rok  | Kategoria                                   | Rezultat  | Źródło |
| ---- | ------------------------------------------- | --------- | ------ |
| 2013 | Kapela – Domácí/cz&sk                       | Nagroda   | [ 19 ] |
| 2013 | Písnička – Domácí/cz&sk („Šrouby a matice”) | Nominacja | [ 19 ] |
| 2014 | Kapela – Domácí/cz&sk                       | Nominacja | [ 20 ] |
| 2019 | Kapela roku CZ/SK                           | Nominacja | [ 21 ] |
| 2019 | Album roku CZ/SK (Po půlnoci)               | Nominacja | [ 21 ] |
| 2020 | Domácí album roku (Vidím to růžově)         | Nominacja | [ 22 ] |
| 2020 | Domácí kapela roku                          | Nominacja | [ 22 ] |